# Уильямс, Роберта
Робе́рта Линн Уи́льямс (англ. Roberta Lynn Williams, урождённая Хойер, англ. Heuer; 16 февраля 1953 года, Лос-Анджелес, Калифорния, США) — американский дизайнер компьютерных игр, соучредитель компании Sierra On-Line. Вышедшая в 1980 году её первая игра, Mystery House, имела скромный коммерческий успех и считается первой графической приключенческой игрой. Уильямс также известна созданием и поддержкой серии King’s Quest, и разработкой видеоигры Phantasmagoria.
В 1996 году Sierra была приобретена компанией CUC International, что привело к увольнениям и смене руководства. Уильямс взяла небольшой отпуск и затем вернулась в компанию в качестве игрового дизайнера, но все больше разочаровывалась в творческих и деловых решениях CUC. После выхода игры King’s Quest: Mask of Eternity в 1998 году, Уильямс ушла из игровой индустрии и на пенсии сосредоточилась на путешествиях и написании исторической фантастики. В 2021 году она выпустила свой исторический роман «Прощание с Тарой». Вскоре после этого она вернулась к разработке игр, создав трёхмерный ремейк классической приключенческой игры Colossal Cave Adventure, которая вышла в 2023 году под названием Colossal Cave.
Несколько изданий назвали Роберту Уильямс одной из лучших или наиболее влиятельных творцов в индустрии видеоигр за то, что она стала одним из основателей компании Sierra, пионером жанра графических приключенческих игр и создателем серии King’s Quest. Несколько изданий назвали её «королевой приключенческих игр». Она получила награду «Икона индустрии» на церемонии The Game Awards и награду «Пионер» на церемонии Game Developers Choice Awards.

## Ранняя жизнь
Роберта Хойер родилась в Лос-Анджелесе и выросла в сельской местности Южной Калифорнии в семье сельскохозяйственного инспектора. По своим рассказам о детстве, она часто придумывала сказочные истории о приключениях, чтобы развлечь свою семью. Лежа в постели, она представляла себе фантастические ситуации, которые иногда называла своими «фильмами». Когда она была подростком, Роберта познакомилась со своим будущим мужем Кеном Уильямсом, и они начали встречаться. После окончания школы она стала клерком в Департаменте социального обеспечения округа Лос-Анджелес, отчасти благодаря связям отца, работавшего в местных государственных органах. В конце 1972 года Роберта вышла замуж за Кена через несколько дней после его восемнадцатилетия, а в ноябре 1973 года родила их первого сына. Пара ненадолго переехала в Иллинойс, где Роберта работала оператором компьютера, но вскоре вернулась в Лос-Анджелес, где устроилась на работу в компанию Lawry’s Foods в качестве COBOL-программиста.
К 1979 году у пары было двое детей. Кен работал программистом и консультантом, работая с большими мейнфреймами компании IBM. Они хотели уехать из Лос-Анджелеса, чтобы осуществить свою мечту — жить в лесу. Пока Кен вначале обдумывал идеи для технологического бизнеса, который мог бы стать жизнеспособным за пределами крупного города, к ним обоим пришла идея купить компьютер Apple II, стоивший около 2000 долларов США, что усложнило их финансовую ситуацию. Любовь Роберты к компьютерам росла по мере того, как она проходила несколько текстовых приключенческих игр, и она начала работать над своей первой компьютерной игрой.

## Карьера в разработке игр

### Ранние графические приключенческие игры (1979—1983)
Примерно в 1979 году Роберта Уильямс увлекалась текстовыми приключениями на своём телетайпе, в частности, ей нравилась игра Colossal Cave Adventure. Вдохновившись, она рассказала своему мужу Кену Уильямсу о своём видении того, какой может быть видеоигра, взяв за основу роман Агаты Кристи «Десять негритят» и настольную игру Clue. Роберта убедила Кена приложить свои технические знания к программированию игры, в то время как она внесла свой опыт в художественной литературе и рассказывании историй. Роберта рисовала картинки с помощью своего компьютера Apple II и графического планшета Versawriter, на котором можно было вручную обводить изображение на листе бумаги и таким способом вводить его в компьютер. Поскольку на тот момент не было программ для чтения изображений с Versawriter, Кену пришлось написать одну из них.
Результатом стала приключенческая игра Mystery House с чёрно-белой графикой для компьютера Apple II. Выпущенная в 1980 году, игра распространялась по почте, рекламировалась в компьютерных журналах под именем консалтинговой компании Кена, On-Line Systems. Вскоре было продано десять тысяч копий игры, причём Роберта лично упаковывала диски и вспомогательные материалы в Ziploc пакеты и отвечала на звонки по домашнему телефону, давая подсказки к игровым головоломкам. Кен начал лично распространять копии игры в компьютерных магазинах. Он уволился с работы консультанта, рассчитывая, что продажа игр позволит супругам в конце концов переехать из города.
В конце того же года они выпустили игру Wizard and the Princess, улучшив предыдущую игру с помощью цветной графики и технологии дизеринга. Игра продалась тиражом 60 000 экземпляров, что вынудило компанию нанять дополнительных сотрудников для распространения и программирования. Воодушевленная успехом своих первых двух игр, компания On-Line Systems переключила свое внимание с консалтинга на разработку игр. Амбиции Роберты возросли с разработкой Time Zone, игры о путешествиях во времени, охватывающих тысячи лет, которая вышла в 1982 году на двенадцати дисках. Примерно в это время родители Роберты вышли на пенсию и переехали в Окхерст, штат Калифорния, и она надеялась переехать поближе. С расширением компании пара наконец смогла перенести On-Line Systems из Сими-Валли, Калифорния, в Корсголд. Они также изменили название своей компании на Sierra On-Line, исходя из близости к горам Сьерра-Невада.
Всего через два года компания Sierra выросла до почти сотни сотрудников с доходом в 10 миллионов долларов. Успех Sierra начал привлекать инвесторов, включая венчурных финансистов. Примерно в это время кинематографист Джим Хенсон обратился к Кену Уильямсу с предложением создать игровую адаптацию «Тёмного кристалла» до выхода фильма. Роберта была в восторге от проекта, считая видеоигры таким же видом развлечения, как и кино. Она разработала большую часть игровой адаптации на бумаге, и игра The Dark Crystal была завершена и выпущена в 1983 году. Игра вызвала большой резонанс и привлекла внимание средств массовой информации, и Роберта надеялась, что индустрия развлечений признает не только ценность игр, но и ценность художников, которые их создают.

### King’s Quest(1983—1994)
К 1983 году новые инвесторы Sierra подтолкнули компанию к диверсификации в сторону выпуска видеоигр на картриджах для таких платформ, как Atari 2600. Вскоре в индустрии видеоигр произошел крах, и совет директоров Sierra начал настаивать на слиянии со Spinnaker Software, компанией по разработке программного обеспечения для образовательной сферы. Когда Spinnaker представила свое предложение совету директоров Sierra, Роберта заявила: «Эти ребята — просто шуты. Никто в отрасли их не уважает. Разве мы не можем поговорить о чем-то продуктивном?». Хотя Кен Уильямс был согласен на сделку, Роберта выступила категорически против, и слияние не состоялось. Sierra была вынуждена сократить штат до 30 человек, а семья Уильямс заложила свой дом, чтобы платить оставшимся сотрудникам.
В то же время компания IBM планировала создать игру, которая могла бы продемонстрировать мультимедийные возможности готовящегося к выпуску компьютера IBM PCjr, и обратилась к Sierra с предложением инвестиций в новый проект, который должен был использовать новые технологии. Уильямс хотела развить свой опыт с игрой Wizard and the Princess, создав полностью анимированную приключенческую игру в псевдотрехмерном мире. Это привело к выпуску в 1984 году игры King’s Quest, задуманной как смесь обычных сказок, которую можно было непосредственно воспринимать как игру. Также это привело к рождению языка скриптов Adventure Game Interpreter (AGI), который стал основой для приключенческих игр Sierra. Хотя компьютер PCjr был признан неудачным, King’s Quest была перенесена на многие другие платформы и быстро стала бестселлером. Игра считалась революционной благодаря своим псевдотрёхмерным элементам, став первой приключенческой игрой, в которой персонаж игрока мог двигаться перед, за или над другими объектами на экране. Она также стала первой компьютерной игрой, поддерживающей 16-цветный стандарт EGA, и тем самым установила новый стандарт для будущих графических приключенческих игр. В том же году Уильямс работала совместно с Элом Лоу над Mickey’s Space Adventure.
Тем временем Уильямс продолжила свою работу над серией King’s Quest, которая заслужила признание благодаря стилю повествования, а также всё более совершенным графическим решениям и технологиям. Вышедшая в 1986 году игра King’s Quest III: To Heir is Human заняла место в списке 50 лучших видеоигр всех времён по версии Time, благодаря её большей продолжительности по сравнению с предыдущими частями. Когда в 1988 году вышла King’s Quest IV: The Perils of Rosella, она стала одной из первых игр, получивших поддержку звуковой карты, и одной из первых приключенческих игр с поддержкой мыши. Это была также одна из первых игр с женщиной-протагонистом — творческое решение, которое Уильямс заложила, представив персонажа в предыдущей игре. Это решение вызвало опасения среди коллег Уильямс, однако игра превзошла коммерческий успех предыдущих частей. Проведённые после выхода игры опросы показали, что большинство мужчин не возражали против игры в роли женщины-протагониста, в то время как многие женщины предпочли этот вариант. Согласно данным компании Sierra, женщины составили около 40 % всех зарегистрированных игроков, многие из которых поделились своими впечатлениями об игре в письмах Уильямс. King’s Quest стала источником вдохновения для многих последующих игр, включая Maniac Mansion и другие приключенческие игры от LucasArts.
Уильямс активно развивала и другие проекты. Одним из таких стала образовательная игра Mixed-Up Mother Goose, которая продалась тиражом более 500 000 экземпляров. Версия игры на компакт-диске получила престижную награду от Ассоциации издателей программного обеспечения в номинации «Лучшая программа для детей младшего возраста». В 1989 году Уильямс выпустила приключенческую игру под названием The Colonel’s Bequest, в которой были использованы идеи её первой игры Mystery House с более детальной графикой и улучшенным анализом вводимого текста. Игра отличалась тем, что в ней по-прежнему фигурировала женщина-протагонист, и отклонялась от традиционной формулы приключенческой игры, став в большей мере интерактивной загадкой, возлагая на игрока больше обязанностей по раскрытию сюжета. Вышедшая в 1990 году King’s Quest V стала первой игрой, в которой использовался интерфейс на основе пиктограмм, продолжая инновации серии в игровом дизайне. Игра была высоко оценена критиками и получила несколько наград после выхода, а журнал Computer Gaming World включил её в список величайших игр всех времен в 1996 году.
К началу 1990-х годов компания Sierra торговалась на бирже, и приносила доход в размере 100 миллионов долларов в год. В 1991 году компания выпустила игру The Dagger of Amon Ra, продолжение The Colonel’s Bequest, основанное на персонажах и концепциях, созданных Уильямс. Тем временем Уильямс вместе с Джейн Дженсен разработала игру King’s Quest VI. Выпущенная в 1992 году игра была признана несколькими изданиями одной из лучших приключенческих игр, если не одной из лучших игр в целом. К середине 1990-х годов Уильямс считалась самым популярным игровым дизайнером компании, особенно благодаря успеху серии King’s Quest.

### Поздние игры и завершение карьеры (1995—1999)
После работы над King’s Quest Уильямс приступила к разработке Phantasmagoria, реалистичной приключенческой игры в жанре ужасов. Будучи давней поклонницей романов Стивена Кинга, она часто задумывалась о том, возможно ли создать страшную видеоигру. Поскольку она считала, что без живых актеров трудно создать по-настоящему страшную игру, игра была полностью снята на видео. В конечном итоге производство игры обошлось в 4 миллиона долларов, в команде работало около двухсот человек, а сценарий состоял из более чем пятисот страниц. Задуманная как игра для взрослых, Phantasmagoria рекламировалась как интерактивный фильм и была издана на семи компакт-дисках. Хотя Phantasmagoria получила неоднозначную оценку критиков, она стала одной из самых коммерчески успешных приключенческих игр и бестселлером компании Sierra, продавшись тиражом более миллиона копий после выхода в 1995 году. Уильямс вспоминает эту игру как свое любимое достижение.
В 1996 году компания Sierra была продана компании CUC International за более чем миллиард долларов в виде ценных бумаг. Роберта была против этой сделки, а несколько других высокопоставленных сотрудников Sierra считали, что в финансовых показателях CUC есть что-то подозрительное. В конце концов Роберта согласилась, понимая, что условия сделки были слишком выгодными, чтобы от них отказываться, и что на неё могут подать в суд их акционеры, если она не сможет добиться максимизации их прибыли. Управление компанией и принятие решений кардинально изменились под руководством CUC, в результате чего Кен Уильямс больше не имел влияния в собственной компании Sierra и был вынужден заняться программными продуктами CUC. Реструктуризация программного подразделения CUC (куда входила Sierra) также привела к увольнениям. Роберта Уильямс взяла творческий отпуск, а компания выпустила The Roberta Williams Anthology, сборник из 14 игр.
Роберта Уильямс вернулась к разработке игр в начале 1997 года для работы над King’s Quest: Mask of Eternity. Она надеялась вернуть в игру интерактивность, отсутствовавшую в Phantasmagoria, и использовать достижения технологии трехмерной графики. Компания Sierra сильно изменилась, и её новое руководство настаивало на добавлении элементов из популярных ролевых игр, таких как Diablo, отступая при этом от традиционных приключенческих элементов. Взаимодействие с командой разработки значительно отличалось от того, к которому привыкла Роберта, занимаясь разработкой прошлых игр. Подчас её решения как главного геймдизайнера попросту игнорировались командой или откатывались назад. Роберта пригрозила уйти из проекта, если ей не будет возвращён творческий контроль, после чего новый менеджмент Sierra пошёл на уступки. Разочарование Роберты от возникшей ситуации сочеталось с подозрениями в отношении CUC, после того как в адрес компании появились обвинения в финансовых махинациях. Беспокоясь о будущем своей семьи, она уговорила Кена покинуть корпорацию. Вскоре пара продала свой пакет акций и вышла из состава акционеров. Кен уволился в конце 1997 года; Роберта осталась, чтобы закончить Mask of Eternity. Выпущенная в 1998 году, игра была неоднозначно принята прессой и игроками, критиковавшими её за отход от традиционных элементов серии King’s Quest. В том же году CUC объединилась с HFS Incorporated, образовав Cendant Corporation. Последующая аудиторская проверка выявила многочисленные финансовые махинации с отчётностью CUC. Корпорация понесла репутационный урон, стоимость её акций рухнула. Многие сотрудники Sierra, имевшие долю в компании в виде акций, в одночасье потеряли всё. Пытаясь компенсировать потери, Cendant Corporation распродала непрофильные активы, в результате чего Sierra была продана французской корпорации Havas SA, дочерней компании медиахолдинга Vivendi. Новый владелец проводил дальнейшие реорганизации, приводившие к закрытию студий и подразделений Sierra. Упадок Sierra оказал эмоциональное воздействие на Роберту, которая покинула компанию в 1999 году. В 2008 году в результате слияния Activision и Vivendi активы Sierra перешли к Activision Blizzard.

## Уход из игровой индустрии
В 1999 году, после выхода игры King’s Quest: Mask of Eternity, Роберта Уильямс заявила, что она взяла творческий отпуск от игровой индустрии. На самом деле и она, и Кен подписали с CUC соглашение о запрете конкуренции, которое не позволяло им работать в игровой индустрии в течение пяти лет. По словам Кена, «к тому времени, как пять лет истекли, мы перешли к другим начинаниям», таким образом, карьера Роберты в игровой индустрии завершилась после 18 лет и 20 игр. В то время она держалась подальше от глаз общественности и редко общалась с прессой. В интервью 2006 года Роберта сказала, что её самым большим достижением было создание Phantasmagoria, хотя она выразила свою привязанность к серии King’s Quest за влияние на её раннюю карьеру. Уильямс говорила, что оставила в прошлом свою роль геймдизайнера и сосредоточилась на написании исторического романа. Она также увлеклась путешествиями, став заядлой мореплавательницей вместе со своим мужем.
В 2011 году сайт по видеоиграм Gamezebo сообщил, что Уильямс вернулась из творческого отпуска в качестве консультанта по игровому дизайну игры Odd Manor для социальной сети Facebook. К 2012 году Replay Games наняла в команду ветеранов Sierra Эла Лоу и Пола Троу для работы над серией приключенческих игр Leisure Suit Larry, в результате чего Троу попытался убедить Уильямсов вернуться в игровую индустрию. Activision наняла Telltale Games для разработки новой части серии King’s Quest. Уильямс отказалась работать над игрой, но дала несколько советов. Однако в 2013 году игра была отменена. Activision попыталась возродить бренд Sierra в 2014 году, в результате чего компания The Odd Gentlemen разработала игру King’s Quest: A Knight to Remember. По словам представителей студии, они консультировались с Робертой Уильямс, «чтобы сделать игру, которую она сделала бы, если бы продолжала создавать приключенческие игры».
В 2019 году Ванкуверская киношкола учредила программу «The Roberta Williams Women in Game Design Scholarship» в партнерстве с игровыми студиями The Coalition и Blackbird Interactive. В 2021 году Уильямс самостоятельно издала свой первый роман «Прощание с Тарой», действие которого происходит в середине 1800-х годов в Ирландии во времена Великого голода.
Роберта и Кен в июне 2021 года объявили о планах вернуться к разработке игр в сотрудничестве с художником Маркусом Максимусом Мера. В интервью, данном в том же году, она выразила опасения, что у неё может не получиться успешно вернуться в индустрию после длительного перерыва, отметив, что в завершении карьеры на пике есть свои плюсы. В 2022 году команда сообщила, что их новая студия Cygnus Entertainment создает ремейк Colossal Cave Adventure под названием Colossal Cave 3D Adventure. Роберта пояснила, что эта новаторская игра 1970-х годов вдохновила её на карьеру в игровой индустрии, и она была рада представить Colossal Cave в виде интерактивной трехмерной игры.

## Наследие и награды
В 1995 году журнал Next Generation включил Роберту Уильямс в список 75 влиятельных людей в игровой индустрии. Computer Gaming World также поставил её на десятое место в свой список 1997 года о наиболее влиятельных людях в компьютерных играх, высоко оценив её влияние на разработку приключенческих игр. В 1999 году сайт GameSpot разместил Уильямс на десятом месте в списке «самых влиятельных людей в компьютерных играх всех времен» за то, что она «расширила границы графических приключений» и была «особенно активна в создании игр с женской точкой зрения и игр, ориентированных на массовый рынок, при этом по возможности интегрируя новейшие технологии в графике и звуке». В 2009 году IGN включил её и Кена на 23-е место в списке лучших создателей игр всех времен, подчеркнув их роль в создании компании Sierra как «компании, стоящей за некоторыми из лучших и наиболее известных приключенческих игр 80-х и 90-х годов».
Computer Gaming World включил Роберту Уильямс в свой «Зал славы» в 2011 году. И Роберта, и Кен были удостоены награды «Икона индустрии» на церемонии The Game Awards в 2014 году. Она также получила награду «Пионер» на 20-й церемонии Game Developers Choice Awards в марте 2020 года за свою значимую работу в жанре графических приключенческих игр над игрой Mystery House, а также за роль в создании серии King’s Quest и соучреждение компании Sierra.
Кен Уильямс описал Роберту как перфекционистку, «чрезвычайно умную, обладающую интуицией и обычно оказывающуюся правой», отметив, что «ею невозможно управлять». Сайт Ars Technica назвал Уильямс «одной из самых знаковых фигур в приключенческих играх», отметив её как одну из первых известных женщин среди игровых дизайнеров, а также высоко оценив её писательскую и дизайнерскую работу над Phantasmagoria и серией King’s Quest. Журнал Smithsonian Magazine отметил Уильямс как первопроходца графических приключенческих игр за создание первой домашней компьютерной игры с использованием компьютерной графики. Несколько изданий назвали Роберту «королевой приключенческих игр».
Роберта Уильямс стала источником вдохновения для персонажей и художественного оформления других игр. Она позировала для обложки игры Softporn Adventure Чака Бентона, изданной On-Line Systems. Много позже она позировала со своими детьми в образе Матушки Гусыни для обложки игры Mixed-Up Mother Goose. Персонаж Роберты в качестве камео также появился в Leisure Suit Larry 3, где главный герой прерывает её во время «съёмки» сцены для King’s Quest IV. Помимо этого, Роберта послужила источником вдохновения для образа Кэмерон Хоу в телевизионной драме «Остановись и гори». Семья Уильямсов передала в дар музею International Center for the History of Electronic Games собрание своих дизайнерских материалов.

## Работы
- Mystery House (1980)[7]
- Wizard and the Princess (1980)[2][68]
- Mission Asteroid (1981)[2]
- Time Zone (1982)[2]
- The Dark Crystal (1984)[7]
- King’s Quest (1984)[2]
- Mickey’s Space Adventure (1984)[7]
- King’s Quest II: Romancing the Throne[англ.] (1985)[2]
- King’s Quest III: To Heir is Human[англ.] (1986)[2]
- Mixed-Up Mother Goose[англ.] (1987)[2]
- King’s Quest IV: The Perils of Rosella (1988)[2][68]
- Laura Bow: The Colonel’s Bequest (1989)[7]
- King’s Quest V: Absence Makes the Heart Go Yonder! (1990)[68]
- Laura Bow in The Dagger of Amon Ra (1992)[7]
- King’s Quest VI: Heir Today, Gone Tomorrow (1993)[68]
- King’s Quest VII: The Princeless Bride (1994)[68]
- Phantasmagoria (1995)[7]
- Shivers[англ.] (1995)[68]
- King’s Quest VIII: The Mask of Eternity (1998)[68]
- Odd Manor (2014)[69]
- Colossal Cave (2023)[70]